# آاگ پی‌ئی
آاگ پی‌ئی (به انگلیسی: AEG PE) یک هواگرد ساختِ کارخانهٔ آاگ در کشور امپراتوری آلمان است. این هواگرد برای نخستین بار در ۱ مارس ۱۹۱۸ میلادی مورد استفاده قرار گرفت.